# Diechomma
Genre
Synonymes
- Microctema Millidge, 1991

Diechomma est un genre d'araignées aranéomorphes de la famille des Linyphiidae.

## Distribution
Les espèces de ce genre sont endémiques du département de Cundinamarca en Colombie,.

## Liste des espèces
Selon World Spider Catalog (version 16.5, 07/08/2015) :
- Diechomma exiguum (Millidge, 1991)
- Diechomma pretiosum Millidge, 1991

## Publication originale
- Millidge, 1991 : Further linyphiid spiders (Araneae) from South America. Bulletin of the American Museum of Natural History, no 205, p. 1-199 (texte intégral).